# Xã Harrison, Quận Delaware, Indiana
Xã Harrison (tiếng Anh: Harrison Township) là một xã thuộc quận Delaware, tiểu bang Indiana, Hoa Kỳ. Năm 2010, dân số của xã này là 3.377 người.